# Kalmu
Kalmu es una aldea del municipio de Saaremaa, ubicado en el condado de Saare, Estonia. Según el censo de 2021, tiene una población de 4 habitantes.